# Ludwig Kuhlenbeck
Ludwig W. Kuhlenbeck (* 25. April 1857 in Osnabrück; † 13. Mai 1920 in Jena) war ein deutscher Jurist.

## Leben
Seine Eltern waren Schlossermeister Rudolf Kuhlenbeck und dessen Ehefrau, geb. Kreyenhagen. Nach dem Besuch des Gymnasiums in seiner Geburtsstadt Osnabrück studierte Ludwig Kuhlenbeck an den Universitäten in Göttingen, Tübingen und Berlin. Seit dem Studium war er Mitglied der Studentenverbindung Saxonia Tübingen. Er arbeitete als Rechtsanwalt in Göttingen, Osnabrück, Halle und Jena. Von 1902 bis 1908 lehrte er als Professor für deutsches Recht in Lausanne. Er übersetzte Giordano Bruno und war Mitglied des 1900 in Berlin gegründeten Giordano-Bruno-Bunds.
Kuhlenbeck war ein Vertreter des an Arthur de Gobineau orientierten Rassismus. So hielt er im Juni 1905 auf dem Alldeutschen Verbandstag in Worms einen einleitenden Vortrag über „Die politischen Ergebnisse der modernen Rassenforschung“.
Kuhlenbeck heiratete 1886 Helene Ayrer. Aus der Ehe gingen eine Tochter und zwei Söhne hervor. Dazu gehörte der 1933 in die USA emigrierte Mediziner Hartwig Kuhlenbeck.

## Schriften (Auswahl)
- Der Check. Seine wirthschaftliche und juristische Natur. Zugleich ein Beitrag zur Lehre vom Gelde, vom Wechsel und der Giro-Bank. Leipzig 1890.
- Der Schuldbegriff als Einheit von Wille und Vorstellung in ursächlicher Beziehung zum Verantwortlichkeitserfolg. Leipzig 1892.
- Bruno, der Märtyrer der neuen Weltanschauung, Sein Leben, seine Lehren und sein Tod auf dem Scheiterhaufen. Leipzig 1899.
- Institutionen II. Das System des römischen Privatrechts. München 1913.